# チャセンシダ科
チャセンシダ科 (Aspleniaceae) は、シダ植物門の植物群の一つ。非常に多様な形態のシダをふくむ群である。

## 特徴
この類は網状中心柱を持つこと、葉脈は網状、胞子のう群は葉脈に沿って細長く伸びること、長い包膜は脈につくことなどで特長づけられる。外見上は非常に多岐に富み、オオタニワタリのような巨大な単葉を持つものからクモノスシダのように小さなもの、クルマシダのような大柄な羽状複葉のものからチャセンシダのような小柄なもの、ヒノキシダのように細かく裂けた葉を持つものもある。茎は短いものが多いがホウビシダのように長くはうものもある。

## 分類
世界で700種ほどが知られるが、分類は十分に進んでいないようである。一部については、雑種の形成や倍数化などによって種が形成される過程（収斂進化など）が詳しく調べられていることでも知られる。日本のものはチャセンシダ属 (Asplenium) にまとめるが、細分する説もある。日本からは40種ほどが知られている。形態は多岐にわたるので、詳細は各項に任せる。ここではおおよその形態の別に分け、代表的なものを挙げる。
単葉をつける大型種
- オオタニワタリ A. antiquum Makino
- コタニワタリ A. sclopendrium L.

単葉をつける小型種
- クモノスシダ A. ruprechii Kurata
- フササジラン A. griffithianum Hook.

単羽状複葉の大柄な種
- クルマシダ A. wightii Eaton ex Hook.
- ムニンシダ A. polyodon Forst.
- オトメシダ A. tenerum Forst.

単羽状複葉の小型種
- チャセンシダ(鐵角鳳尾草[1]) A. trichomanes L.
- カミガモシダ A. oligophlebium Baker
- ヌリトラノオ A. normale D.Don
- ホウビシダ A. hondoensis Murakami et Hatanaka

細かく裂けた葉を持つ小型種
- ヒノキシダ A. prolongatum Hook.
- コウザキシダ A. ritoense Hayama
- アオガネシダ A. wilfordii Mett. ex Kuhn
- トラノオシダ A. incisum Thunb.